# 林华 (1913年)
林华（1913年6月24日—1997年3月11日），原名顾森，男，原籍江苏无锡，生于上海，中国化工专家、中国石油化工工业的奠基人之一。

## 生平

### 从西北到东北
1913年6月24日，林华生于上海一个老中国同盟会会员兼军人家庭。1936年，林华毕业于上海光华大学（今华东师范大学）化学系，获毕业论文最优奖，理学士学位，此后在上海植物油厂任职。1937年抗日战争爆发后，林华随迁至重庆植物油厂工作。在上海、重庆，林华见到国民政府贪腐成风，消极抗战，很看不惯。1940年，经何穆介绍，林华赴重庆红岩村第十八集团军重庆办事处工作，并且更名“林华”。同年11月，赴延安，担任自然科学院化学系教员。1941年初，林华接受了制造玻璃的任务，先后生产出玻璃、耐酸陶瓷、耐火材料等，支援了抗日战争，在1943年陕甘宁边区职工代表大会上，受到中共中央主席毛泽东、八路军总司令朱德的接见，并获授甲等劳动英雄称号。1945年初，林华奉命调到瓦窑堡筹建西北铁厂，并担任厂长，直到1945年日本无条件投降。
1945年10月，林华奉命离开瓦窑堡赴中国东北。1946年末，抵达大连，任大连化学厂副厂长。1947年，加入中国共产党。同年，调往哈尔滨的东北财经委员会（后改为东北工业部）工矿处任职。1948年4月，中国人民解放军占领吉林，林华任吉林化工区负责人。在半年多内，林华一边组织恢复生产，一边开始绘制化工区的发展蓝图。1948年11月初，中国人民解放军占领沈阳后，林华奉命接收沈阳、锦州等地的化工企业，负责恢复生产及改造。同时，林华奉东北工业部的指示，组织筹建了东北化学公司，后来定名“东北化工局”，林华任副局长。1949年，依据林华的建议，成立东北化工局研究室和化工设计处。1950年，林华对鞍山、本溪、抚顺、大连等钢厂生产的煤焦油综合利用提出规划，后来通过科研、设计、建设而获得落实。1951年初，林华作为姚依林团长所率的首个中国赴苏联贸易代表团成员，参加了苏联援助中国建设“156项”的谈判，其中有4项建于吉林化工区。1954年6月至1956年6月，林华被派赴苏联学习，并到乌克兰有机化工厂、氮肥厂，俄罗斯合成橡胶厂等处及有关的科研机构考察。1956年，中华人民共和国化学工业部成立，林华出任化学工业部技术司司长兼沈阳化工研究院院长。1956年到1958年，在沈阳化工研究院的基础上，分别成立了北京、天津、上海、沈阳4家化工研究院，林华兼任北京化工研究院院长。1956年10月，林华先后赴匈牙利、民主德国参加经互会专业会议。1959年，林华任中苏化工科技合作代表团团长，赴苏联莫斯科商谈合作计划，并参加十二年科技规划中苏会谈，随后赴罗马尼亚参观研究院、研究所及工厂。

### 从兰州到北京
1960年，林华被调往兰州化学工业公司任职，历任合成橡胶厂副厂长、公司副经理兼总工程师。当时，兰州缺少电力及原材料。林华经过调查，提出兰州化学工业应从以煤为原料转变为以石油为原料的建议，获得公司领导及职工的支持。从1961年起，兰州化学工业公司的生产开始转向石油化工。
1962年6月，林华出任国家科委组织的石油化工考察团团长，赴西欧六国进行了4个多月的考察。回国后，国务院总理周恩来听取了其汇报。同年11月，林华作为贸易代表团顾问，赴瑞士、意大利考察石油化工企业，并且商谈了自联邦德国等国引进石油化工装置的事宜。后来，经周恩来总理批准，引进了12套装置，其中5套石化装置建在兰州化学工业公司，该公司由此被改造成中国首个石油化工基地。
1970年代初，中华人民共和国轻工业部受国家委托，建设几座石油化工厂，以生产合成纤维及塑料用原料。1976年，林华调任轻工业部进口办公室主任，专门负责该批石油化工厂的建设。1978年，林华调任国家科委二局任局长，负责能源、原材料的科技组织工作。林华协助国家科委主任方毅组织并协调攀枝花钒钛磁铁矿、金川镍矿、包头稀土铁矿这三大共生矿的开发及综合利用。与此同时，林华还支持新型化学建材的研究及开发，促进其发展。在国家科委任职期间，林华先后4次赴美国考察科研、塑料建材、盐湖开发、再生能源开发，参加专业会议；赴联邦德国考察钒的提炼、应用，及钛白粉和炼铜新技术。每次出国归来，林华均提出建议及工作部署，使外国的技术经验在中国获得应用。1981年，林华调任国家计委副主任，分管原材料工业建设计划工作。1982年底，林华退居二线。

### 考察中国水能源
此后十多年中，林华多次组织水利、水电专家调查黄河上游、乌江、澜沧江及四川三江的水能源，提出兴办水电，开发资源，发展中国西南、西北地区经济的建议，推动了不少大、中、小型电站的建设。
第六届全国政协三次会议期间，全国政协经济建设组根据委员意见和要求成立了三峡工程专题小组调查三峡工程相关问题。孙越崎出任组长，林华、徐驰、王兴让出任副组长。1985年5月30日至7月6日期间，进行实地调查。调查组做出六份《三峡工程问题调查报告》。从投资、防洪、泥沙淤积、航运、发电、移民、安全七个方面提出反对意见，得出“三峡工程近期不能上，至少‘七五、八五’期间不该上”的结论。
1986年，林华率中国水电学会、中国能源研究会、中国国土学会、中国水利经济学会的30余位专家考察团，考察黄河上游青海龙羊峡、甘肃刘家峡、宁夏青铜峡等地的水能及矿产资源利用情况，并向中共中央、国务院写出报告，提出了建设开发的建议。这促进了日后龙羊峡水电站建成发电。1987年，林华又率上述学会的专家组成考察团，考察乌江流域水能资源，考察团会同贵州省人民政府向中共中央、国务院写出报告，提议成立乌江水电开发公司。经过几年筹备，乌江水电开发公司于1992年6月成立。1988年，林华又率专家学者考察团，考察澜沧江中下游在建的水电设施、昆明钢厂、云南磷肥厂、无钠洗衣粉厂，并对拟建的黄磷和重过磷酸钙生产基地进行论证，对云南少数民族地区经济发展进行探讨。此后，考察团向中共中央、国务院写出报告。林华认为云南水能资源丰富，但开发利用的力量不足，主张多方集资开发。为此，林华同有关领导协调，促成了中华人民共和国能源部、国家能源投资公司、广东省、四川省四方集资开发小湾水电站。1992年春，国家批准了该项目的可行性研究报告，启动建设。1989年，林华率专家学者考察团考察金沙江、雅砻江、大渡河（合称“三江”）地区的水能等情况，附带考察泯江、嘉陵江、青衣江地区。考察团在向中共中央、国务院提出的报告中提议，西南电力工业应以水电为主，华北地区应以火电为主。该报告受到中央有关部委的重视。中华人民共和国能源部在此基础之上，请水电专家作专题研究，于1992年写出了《建设西南水电能源基地战略研究报告》，为中国的西电东送提出新思路。 
1987年8月，他与孙越崎、千家驹、王兴让、雷天觉、徐驰、陆钦侃及乔培新七人共同发表文章——《三峡工程害多利少，不容欺上压下，祸国殃民》。11月，湖南科学技术出版社出版了《论三峡工程的宏观决策》一书，其中收入了全国政协委员在水利电力部三峡论证领导小组第三次和第四次（扩大）会议上的发言，以及李锐、孙越崎、千家驹、林华、陆钦侃、汪受衷、方宗岱等人在杂志上发表的文章，该书由全国政协副主席周培源作序，集中了三峡工程“反上派”的声音。
1950年，林华任中国化学会理事。1951年，参与筹建中国化工学会，后担任理事、副理事长。1958年，任国家科委可燃矿物组组长、化工组副组长。1979年，任中国冶金学会理事、中国稀土学会副理事长。1983年起，历任全国政协六届、七届委员，全国政协经济建设组副组长。
1997年，林华逝世。